# (100684) 1997 YX1
(100684) 1997 YX1 es un asteroide perteneciente al cinturón de asteroides descubierto el 21 de diciembre de 1997 por el equipo del Beijing Schmidt CCD Asteroid Program desde la Estación Xinglong, Hebei, China.

## Designación y nombre
Designado provisionalmente como 1997 YX1.

## Características orbitales
1997 YX1 está situado a una distancia media del Sol de 2,543 ua, pudiendo alejarse hasta 3,128 ua y acercarse hasta 1,958 ua. Su excentricidad es 0,229 y la inclinación orbital 3,854 grados. Emplea 1481,54 días en completar una órbita alrededor del Sol.

## Características físicas
La magnitud absoluta de 1997 YX1 es 15,1. Tiene 5,164 km de diámetro y su albedo se estima en 0,063. 